# Irák na Letních olympijských hrách 1948
Irák na Letních olympijských hrách 1948 v Londýně reprezentovalo 11 sportovců, všichni muži, ve 4 soutěžích ve 2 sportech. Pro Irák to byly historicky první olympijské hry. Iráčtí sportovci nevybojovali žádnou medaili.

## Seznam všech zúčastněných sportovců
| Číslo | Jméno         | Pohlaví | Sport                |
| ----- | ------------- | ------- | -------------------- |
| 1     | L. Hasso      | Muž     | Atletika             |
| 2     | Ali Salman    | Muž     | Atletika / Basketbal |
| 3     | Hamid Ahmed   | Muž     | Basketbal            |
| 4     | Yonan Emile   | Muž     | Basketbal            |
| 5     | George Hanna  | Muž     | Basketbal            |
| 6     | Jalil Hashim  | Muž     | Basketbal            |
| 7     | Kadir Irfan   | Muž     | Basketbal            |
| 8     | Awni Kanaan   | Muž     | Basketbal            |
| 9     | Faras Saleh   | Muž     | Basketbal            |
| 10    | Mahdi Salman  | Muž     | Basketbal            |
| 11    | Khalil Wadoou | Muž     | Basketbal            |